# Dictyotrypeta strobelioides
Dictyotrypeta strobelioides är en tvåvingeart som först beskrevs av Friedrich Georg Hendel 1914.  Dictyotrypeta strobelioides ingår i släktet Dictyotrypeta och familjen borrflugor. Inga underarter finns listade i Catalogue of Life.